# Open Sud de France 2017
Open Sud de France 2017 byl tenisový turnaj pořádaný jako součást mužského okruhu ATP World Tour, který se hrál v montpellierské aréně na krytých dvorcích s tvrdým povrchem. Probíhal mezi 6. až 12. únorem 2017 ve francouzském městě Montpellier jako třicátý ročník turnaje.
Událost s rozpočtem 540 310 eur patřil do kategorie ATP World Tour 250. Nejvýše nasazeným ve dvouhře byl sedmý hráč světa Marin Čilić z Chorvatska, jenž po voleném losu vypadl s Dustinem Brownem. Posledním přímým účastníkem v hlavní singlové soutěži se stal 118. německý hráč žebříčku Tobias Kamke.
Druhý singlový titul kariéry z okruhu ATP Tour si odvezl 19letý Němec Alexander Zverev, jenž si připsal „double“, když s bratrem Mischou Zverevem ovládli i deblovou soutěž.  Naposledy předtím se tento výkon podařil Lleytonu Hewittovi na červencovém Hall of Fame Tennis Championships 2014 v Newportu. Sourozenecký pár na okruhu triumfoval před šesti sezónami na Rakuten Japan Open Tennis Championships 2011 v Tokiu, kde si trofej připsali bratři Murrayovi.

## Rozdělení bodů a finančních odměn

### Rozdělení bodů
| Soutěž  | vítězové | finalisté | semifinalisté | čtvrtfinalisté | 16 v kole | 32 v kole | Q  | Q3 | Q2 | Q1 |
| ------- | -------- | --------- | ------------- | -------------- | --------- | --------- | -- | -- | -- | -- |
| dvouhra | 250      | 150       | 90            | 45             | 20        | 0         | 12 | 6  | 0  | 0  |
| čtyřhra | 250      | 150       | 90            | 45             | 0         | —         | —  | —  | —  | —  |

### Finanční odměny
| Soutěž                              | vítězové | finalisté | semifinalisté | čtvrtfinalisté | 16 v kole | 32 v kole | Q3     | Q2     | Q1 |
| ----------------------------------- | -------- | --------- | ------------- | -------------- | --------- | --------- | ------ | ------ | -- |
| dvouhra                             | €85 945  | €45 265   | €24 520       | €13 970        | €8 230    | €4 875    | €2 195 | €1 100 | —  |
| čtyřhra                             | €26 110  | €13 730   | €7 440        | €4 260         | €2 490    | —         | —      | —      | —  |
| částka ve čtyřhře je uvedena na pár |          |           |               |                |           |           |        |        |    |

## Mužská dvouhra

### Nasazení
| Stát                          | Hráč               | ATP | Nasazení |
| ----------------------------- | ------------------ | --- | -------- |
| Chorvatsko                    | Marin Čilić        | 7.  | 1.       |
| Francie                       | Jo-Wilfried Tsonga | 14. | 2.       |
| Francie                       | Richard Gasquet    | 18. | 3.       |
| Německo                       | Alexander Zverev   | 22. | 4.       |
| Španělsko                     | Feliciano López    | 33. | 5.       |
| Německo                       | Mischa Zverev      | 35. | 6.       |
| Španělsko                     | Marcel Granollers  | 39. | 7.       |
| Španělsko                     | Fernando Verdasco  | 40. | 8.       |
| Žebříček ATP k 30. lednu 2017 |                    |     |          |

### Jiné formy účasti
Následující hráči obdrželi divokou kartu do hlavní soutěže:
- Quentin Halys
- Feliciano López
- Alexander Zverev

Následující hráči postoupili z kvalifikace:
- Julien Benneteau
- Calvin Hemery
- Tristan Lamasine
- Kenny de Schepper

Následující hráči postoupili z kvalifikace jako tzv. šťatní poražení:
- Grégoire Barrère
- Vincent Millot

### Odhlášení
před zahájením turnaje
- Daniel Evans → nahradil jej  Grégoire Barrère
- Florian Mayer → nahradil jej  Aljaž Bedene
- Adam Pavlásek → nahradil jej  Daniil Medveděv
- Gilles Simon → nahradil jej  Tobias Kamke
- Jan-Lennard Struff → nahradil jej  Vincent Millot

]

## Mužská čtyřhra

### Nasazení
| Stát                                                                                   | Hráč             | Stát        | Hráč              | ATP  | Nasazení |
| -------------------------------------------------------------------------------------- | ---------------- | ----------- | ----------------- | ---- | -------- |
| Španělsko                                                                              | Feliciano López  | Španělsko   | Marc López        | 22.  | 1.       |
| Francie                                                                                | Fabrice Martin   | Kanada      | Daniel Nestor     | 58.  | 2.       |
| Švédsko                                                                                | Robert Lindstedt | Nový Zéland | Michael Venus     | 76.  | 3.       |
| Nový Zéland                                                                            | Marcus Daniell   | Brazílie    | Marcelo Demoliner | 100. | 4.       |
| Žebříček ATP k 30. lednu 2017; číslo je součtem žebříčkového postavení obou členů páru |                  |             |                   |      |          |

### Jiné formy účasti
Následující páry obdržely divokou kartu do hlavní soutěže:
- Quentin Halys /  Tristan Lamasine

Následující pár nastoupil do soutěže z pozice náhradníka:
- Borna Ćorić /  Benoît Paire

### Odhlášení
před zahájením turnaje
- Marcel Granollers
- Karen Chačanov
- Paul-Henri Mathieu
- Leander Paes

## Přehled finále

### Mužská dvouhra
- Alexander Zverev vs.  Richard Gasquet, 7–6(7–4), 6–3

### Mužská čtyřhra
- Alexander Zverev /  Mischa Zverev vs.  Fabrice Martin /  Daniel Nestor, 6–4, 6–7(3–7), [10–7]